# Herb powiatu grodziskiego (wielkopolskiego)
Herb powiatu grodziskiego – jeden z symboli powiatu grodziskiego, autorstwa Jerzego Bąka, ustanowiony 26 czerwca 2001.

## Wygląd i symbolika
Herb przedstawia na tarczy w polu czerwonym uszczerbionego orła wielkopolskiego nad złotą gałązką lipową z pięcioma liśćmi symbolizującymi pięć gmin powiatu. 